# Walsura pinnata
Walsura pinnata ist eine Pflanzenart in der Familie der Mahagonigewächse aus Südostasien und dem südlicheren China.

## Beschreibung
Walsura pinnata wächst als immergrüner Baum bis über 20 Meter hoch, er soll bis 37 Meter hoch werden, oder als Strauch bis zu etwa 4 Meter hoch. Der Stammdurchmesser erreicht bis über 60–75 Zentimeter.
Die wechselständigen und gestielten Laubblätter sind unpaarig gefiedert mit bis zu 7 Blättchen und die 20–30 Zentimeter lange Rhachis ist am Blättchenansatz verdickt, oder die Blätter sie sind reduziert, mit nur einem Blättchen (unifoliolate). Der fast kahle Blattstiel ist etwa bis zu 10 Zentimeter lang. Die ganzrandigen, eiförmigen bis elliptischen oder verkehrt-eiförmigen und fast kahlen, kurz gestielten, leicht ledrig Blättchen sind bespitzt bis geschwänzt oder zugespitzt. Die Blättchen der gefiederten Blätter sind etwa 8–25 Zentimeter lang. Die Blättchenstiele, mit Pulvini an der Spitze, der seitlichen Blättchen sind bis 1,5 Zentimeter lang, die der Endblättchen bis 3,5 Zentimeter. Die unifoliolaten Blättchen sind bis 9 Zentimeter lang. An den Blättchen können Drüsen vorkommen. 
Es werden achselständige und feinhaarige Rispen, Thyrsen an den Zweigenden gebildet. Die kleinen, zwittrigen oder nur männlichen, fast sitzenden bis kurz gestielten und fünfzähligen Blüten sind weiß mit doppelter Blütenhülle. Die sehr kleinen, fast freien, bis 2 Millimeter langen und dreieckigen Kelchblätter sind außen behaart. Die schmal-eiförmigen bis länglichen, 3–4 Millimeter langen Petalen sind außen etwas feinhaarig. Die 10 kurzen Staubblätter sind im unteren Teil in einer Röhre verwachsen, mit den oberseits zweispitzigen, etwas behaarten, freien und flachen Staubfäden. Die Antheren sind innen, zwischen den Spitzen angeheftet. Der mehrkammerige, meist behaarte Fruchtknoten der zwittrigen Blüten ist oberständig, der kurze Griffel besitzt eine kopfige Narbe. Es ist jeweils ein Diskus vorhanden.
Es werden bis etwa 1,5–3 Zentimeter große, rötliche und meist einsamige, ellipsoide bis rundliche, schwach behaarte, etwas ledrige Beeren gebildet. Die Samen besitzen einen weißlichen Arillus.

## Verwendung
Die süßlichen Früchte sind essbar bzw. der Arillus. Die Rinde wird medizinisch genutzt.
Das schwere Holz wird für einige Anwendungen genutzt.